# チャールズ・ベリー (護衛駆逐艦)
| 画像をアップロード | |
| 艦歴               | |
| 発注               | |
| 起工               | 1958年10月29日                                                                                      |
| 進水               | 1959年3月17日                                                                                       |
| 就役               | 1959年11月25日                                                                                      |
| 退役               | 1974年1月31日                                                                                       |
| その後             | インドネシア海軍に移管                                                                              |
| 除籍               | |
| 性能諸元           | |
| 排水量             | 基準：1,314トン 満載：1,970トン                                                                     |
| 全長               | 312 ft (95.1 m)                                                                                     |
| 全幅               | 38.9 ft (11.84 m)                                                                                   |
| 吃水               | 満載：12.1 ft (3.7 m)                                                                               |
| 機関               | マルチプル・ディーゼル方式 フェアバンクス・モース38ND-1/8 ディーゼルエンジン (1,700 bhp)4基 1軸推進 |
| 最大速             | 20-22ノット                                                                                         |
| 乗員               | 士官12名、兵員159名                                                                                 |
| 兵装               | Mk.34 3インチ単装速射砲2基                                                                          |
| 兵装               | ヘッジホッグMk.11対潜迫撃砲2基                                                                      |
| 兵装               | Mk 32 3連装短魚雷発射管2基                                                                          |
| 兵装               | 爆雷投下軌条（竣工時）1条                                                                           |
| FCS                | Mk.70 砲FCS1基                                                                                      |
| FCS                | Mk.105 水中FCS1基                                                                                   |
| レーダ             | AN/SPS-6 対空捜索用1基                                                                              |
| レーダ             | AN/SPS-10 対水上捜索用1基                                                                           |
| ソナー             | AN/SQS-4 艦底装備1基                                                                                |

チャールズ・ベリー (USS Charles Berry, DE-1035) は、アメリカ海軍の護衛駆逐艦。クロード・ジョーンズ級護衛駆逐艦の3番艦。艦名はチャールズ・ベリー伍長に因む。

## 艦歴
チャールズ・ベリーは1958年10月29日にオハイオ州ロレインのアメリカン・シップビルディング社で起工した。1959年3月17日にルイジアナ州エイボンデールのエイボンデール・マリンウェイズ社でチャールズ・ベリー夫人によって命名、進水し、1959年11月25日に艦長R・C・ロビンソン少佐の指揮下就役した。
チャールズ・ベリーは1960年2月3日に母港サンディエゴに到着し、整調訓練およびオーバーホールの後6月14日に出航、極東に展開した。フィリピンへの友好訪問の後その年の後半に西海岸に帰還した。
1964年6月には母港が真珠湾に変更された。
1974年1月31日に真珠湾で退役、除籍され、インドネシア海軍に移管された。インドネシアではマルティダナタ (KDI Martadinata, DE-342) と改名して活動、2005年9月8日に退役した。

## 参照
- この記事はアメリカ合衆国政府の著作物であるDictionary of American Naval Fighting Shipsに由来する文章を含んでいます。 記事はここで閲覧できます。
- この記事はアメリカ合衆国政府の著作物でありパブリックドメインであるNaval Vessel Registerに由来する文章を含んでいます。 記事はここで閲覧できます。